# Burkinabè Rising
Burkinabè Rising (también Burkinabé Rising: the art of resistance in Burkina Faso) es una película documental dirigida y producida por Iara Lee.

## Sinopsis
La película presenta a un pueblo con un espíritu revolucionario similar al de su exlíder (1983-1987), Thomas Sankara, asesinado en un golpe de Estado por un amigo suyo y sucesor, Blaise Compaoré, a través de la música, el cine, ecología, artes visuales y arquitectura. Compaoré, que gobernó durante 27 años después, en octubre de 2014, fue destituido por una gran insurrección popular, con el espíritu aún en el pueblo.
La película también documenta un festival de arte reciclado y entrevista a grupos de agricultores que se resisten a la invasión de la agricultura empresarial. La película expresa la búsqueda de diferentes individuos en diferentes ámbitos de la vida por la paz y la justicia a través de la expresión cultural.

## Elenco
- Le Balai Citoyen
- Serge Bayala
- Bouda Blandine
- Konaté Bomavé
- Séré Boukson
- Aimé Césa
- Raissa Compaoré
- Serge Aimé Coulibaly
- Sophie García
- Emmanuel Ilboudo
- Hado Ima
- Jean-Marie Koalga
- Sahab Koanda
- Jean-Robert Koudogbo Kiki
- Souleymane Ladji Koné
- Bil Aka Kora
- Sanou Lagassane
- Benjamín Lebrave
- Ki Léonce
- Mabiisi
- Marto
- Alif Naaba
- Bend Naaba
- Arnaud Ouambatou
- Mohamed Ouedraogo
- Qu'on Sonne et Voix-Ailes
- Blandine Sankara
- Odile Sankara
- Salia Sanou
- Sophie Sedgho
- Malika La Slameuse
- Joey Le Soldat
- Fatou Souratie
- Ali Tapsoba
- Gualbert Thiombiano
- Issa Tiendrébéodo
- Ousmane Tiendrébéodo
- Gidéon Vink
- Onasis Wendker
- Blandine Yameogo
- Amina Yanogo

## Producción
Fue producido por Cultures of Resistance films, en Burkina Faso, Bulgaria y Estados Unidos. Se realizó en inglés, francés y moré con una duración de 72 minutos.

## Recepción
Fue proyectada el 16 de octubre de 2018 por Suns Cinema, Washington D. C. en colaboración con Cultures of Resistance. El 23 de marzo de 2019 se proyectó en el Festival de Cine de Sembène.
Recibió el premio a la Mejor Película Documental y obtuvo nominaciones en las categorías Mejor Banda Sonora Original y Mejor Directora Destacada en el séptimo Festival Internacional de Cine de los Winter Film Awards (WFAIFF) en Nueva York

## Reconocimientos
| Año  | Premios | Categoría                 | Nominado | Resultado |
| ---- | ------- | ------------------------- | -------- | --------- |
| 2018 | WFAIFF  | Mejor película documental | Iara Lee | Ganador   |
| 2018 | WFAIFF  | Mejor puntaje original    | Iara Lee | Nominado  |
| 2018 | WFAIFF  | Directora destacada       | Iara Lee | Nominada  |